# Antonina Campi
Antonina Campi z Miklaszewiczów (ur. 10 grudnia 1773 w Lublinie, zm. 3 września 1822 w Monachium) – polska śpiewaczka operowa.
Zadebiutowała w 1785 w Lublinie. W 1788 została nadworną śpiewaczką króla Stanisława Augusta Poniatowskiego. W 1789 studiowała w królewskiej szkole śpiewu. Dzięki znakomitym warunkom głosowym (trzyoktawowa skala głosu od altowego g do wysokiego f), bardzo szybko stała się sławna nie tylko w kraju, ale też zagranicą. Bardzo często koncertowała w Warszawie, zapraszana była także na koncerty do Pragi, gdzie zamieszkała w 1791. W 1801 wyjechała do Wiednia i została primadonną opery cesarskiej. W 1801 śpiewała partię Klary w operze Aleksander na otwarcie Theater an der Wien. Specjalnie dla niej kompozytor Ferdinando Paer napisał operę Sardzino. Jako wielka gwiazda w latach 1817 i 1820 odbyła tournée po Europie. Szczególne uznanie zdobyła za wykonania partii w operach Mozarta (Hrabiny w Weselu Figara, Donny Anny w Don Juan, Królowej Nocy w Zaczarowanym Flecie).
Obok włoskiej śpiewaczki Angelici Catalani uważana była za jedną z najwybitniejszych śpiewaczek operowych swego czasu w Europie.

## Źródło:
- Słownik biograficzny teatru polskiego, PWN, Warszawa 1973